# أفرو 533 مانشستر
أفرو 533 مانشستر (بالإنجليزية: Avro 533 Manchester)‏ هي نموذج لطائرة قاذفة قنابل بمحركين أنتجت في المملكة المتحدة. من صناعة أفرو. كان أول طيران لها في 1918. صنع منها 3 نماذج بدون محركات.